# War Machine
War Machine (James Rupert "Rhodey" Rhodes)  là một siêu anh hùng hư cấu xuất hiện trong truyện tranh Mỹ được xuất bản bởi Marvel Comics. Jim Rhodes lần đầu xuất hiện trong Iron Man #118 (tháng 1 năm 1979) bởi David Michelinie và John Byrne. Bộ giáp War Machine trở thành bộ giáp chiến đấu đặc trưng của nhân vật này, được tạo ra bởi Len Kaminski và Kevin Hopgood.
Năm 2012, War Machine được IGN xếp hạng 31 trong "Top 50 Avengers". Nhân vật này đã được xuất hiện trong loạt phim hoạt hình Iron Man, loạt phim Iron Man: Armored Adventures, và bộ phim hoạt hình The Invincible Iron Man. Trong Vũ trụ Điện ảnh Marvel, nhân vật ban đầu được Terrence Howard thể hiện trong Iron Man (2008), diễn ra trước khi anh khoác bộ áo giáp War Machine. Don Cheadle đã đảm nhận vai diễn trong Iron Man 2 (2010), Iron Man 3 (2013), Avengers: Age of Ultron (2015), Captain America: Civil War (2016), Avengers: Infinity War (2018), một vai khách mời trong Captain Marvel (2019) và Avengers: Endgame (2019). Anh ấy trở lại với vai khách mời trong series truyền hình trên sóng Disney+ The Falcon and the Winter Soldier (2021) và loạt phim hoạt hình What If ...? (2021) với tư cách một phiên bản khác, và sẽ làm tiêu đề cho loạt phim Armor Wars sắp tới.

## Sức mạnh và khả năng

### Kỹ năng
Rhodes được đào tạo như một phi công máy bay và nghiên cứu kỹ thuật hàng không trong khi phục vụ trong Lực lượng Thủy quân Lục chiến Hoa Kỳ. Anh am hiểu về vận hành / bảo dưỡng máy bay và đã lái nhiều loại máy bay khác nhau tại Stark Enterprises. Rhodes là một Thủy quân lục chiến có kinh nghiệm được đào tạo về chiến đấu không vũ trang và vũ khí quân sự như vũ khí nhỏ. Ngoài vai trò là một phi công, kỹ sư, Thủy quân lục chiến và doanh nhân, Rhodes còn có nhiều khả năng từ các loại áo giáp công nghệ cao khác nhau, được thiết kế bởi Stark Industries hoặc ngoài trái đất trong tự nhiên. Với nhiều năm kinh nghiệm của mình với cả hai bộ giáp được hỗ trợ bởi Iron Man và War Machine, Rhodes rất thành thạo trong chiến đấu bọc thép và sử dụng một phong cách chiến đấu vật lý hơn. So với Iron Man, bộ đồ của anh ta cồng kềnh hơn Stark và phần lớn là mạnh hơn về mặt thể chất nhưng chậm hơn. Do là một thiết kế sớm nhất của Stark và được cập nhật ít hơn so với Stark.

### Áo giáp

#### Áo giáp Người sắt IV
Bài chi tiết: Áo giáp của Người sắt § Áo giáp Người sắt MK IV (màu đỏ và vàng cổ điển)
- Lần đầu xuất hiện: Iron Man # 85 (tháng 4 năm 1976)

Bộ giáp đầu tiên của Rhodes trong vai Người Sắt là áo giáp lưới thép tổng hợp cacbon tích điện bằng năng lượng mặt trời, mang lại cho anh ta sức mạnh và độ bền siêu phàm. Nó được trang bị băng chống đạn trong mỗi lòng bàn tay của găng tay giáp và một máy chiếu unibeam đa chức năng ở ngực.

#### Giáp máy chiến tranh
- Lần đầu xuất hiện: Iron Man # 281 (tháng 6 năm 1992)

Bộ đồ chiến đấu phản ứng mối đe dọa có thể thay đổi ban đầu Mark I là một phiên bản của bộ giáp Iron Man sử dụng đạn dẫn đường bằng laser. Stark đã đưa cho Rhodes một phiên bản sửa đổi của bộ giáp, Mark II Model JRXL-1000, được tạo ra chỉ dành riêng cho anh ta với việc bao gồm các bộ chống trả và một máy chiếu unibeam. Bộ giáp có thể được sửa đổi với nhiều loại vũ khí mô-đun khác nhau và có một hệ thống máy tính chiến thuật cải tiến với chức năng nhắm mục tiêu tự động. Các vũ khí bổ sung bao gồm máy tạo tia xung, súng ngắn đeo vai có thể thu vào, pháo hai nòng có cấu hình thay đổi trên mỗi găng tay, súng phun lửa gắn trên găng tay, lưỡi plasma trên găng tay trái, bệ phóng hộp tên lửa, bệ phóng tên lửa siêu nhỏ, bộ phóng tia hạt và xung điện từ máy phát điện trong máy chiếu unibeam có thể tắt bất kỳ thiết bị điện tử nào trong bán kính 50 dặm.
Phiên bản thứ hai của áo giáp, được cấu hình lại bởi Stark, có các cải tiến nâng cấp như bệ phóng tên lửa tầm nhiệt, pháo xung và các bệ vũ khí có thể thu vào nằm trên lưng nó. Rhodes đã sử dụng các loại đạn đặc biệt khác nhau cũng như vũ khí phi sát thương như đạn cao su. Mặc dù Rhodes bị mất bộ giáp ban đầu, anh ta vẫn sở hữu một chiếc mũ bảo hiểm nguyên mẫu và găng tay.

#### Eidolon Warwear [ sửa ]
- Lần đầu xuất hiện: War Machine # 18 (tháng 9 năm 1995)

Bộ giáp là một hệ thống áo giáp sinh học cộng sinh có nguồn gốc ngoài hành tinh và cung cấp cho Rhodes sức mạnh, độ bền và tốc độ siêu phàm. Bộ giáp đáp lại mệnh lệnh của Rhodes và tạo ra vũ khí dựa trên suy nghĩ và nhu cầu của anh ta. Khi không hoạt động, nó được giấu bên trong một " mandala"hoặc dấu vết giống như hình xăm trên ngực Rhodes. Cánh tay trái có khả năng bắn ra những vụ nổ năng lượng hủy diệt trong khi cánh tay phải có thể biến hình thành một lưỡi kiếm. Bộ giáp có thể" lột xác "những chiếc máy bay không người lái từ xa có khả năng thực hiện các kỳ công như phóng điện khác nhau các loại năng lượng, xâm nhập vào hệ thống điện tử / máy tính, tạo trường năng lượng và hoàn thành các nhiệm vụ cơ bản. Nếu máy bay không người lái bị phá hủy, Rhodes cảm thấy đau đớn do mối liên hệ cộng sinh. Bộ giáp có thể biến thành "chế độ chiến đấu toàn diện", cung cấp khả năng tăng cường không xác định cho cả bộ giáp và bản thân Rhodes. Nó cũng có khả năng du hành không gian với hệ thống hỗ trợ sự sống không giới hạn. Trong trận chiến, bộ giáp sẽ có khả năng kỳ lạ là "hát" các bài hát chiến tranh của người ngoài hành tinh.

#### Sentinel Squad Armor
- Lần đầu xuất hiện: Sentinel Squad ONE # 1 (tháng 3 năm 2006)

Trong loạt phim Sentinel Squad O * N * E , anh ấy đã sử dụng một bộ giáp tương tự như thiết kế của những bộ giáp được cung cấp bởi Iron Man trước đó và dựa trên những bộ giáp chính của người lái Sentinel mà đội đã sử dụng trong chiến đấu. Bộ giáp được bắt nguồn từ công nghệ SHIELD và những nâng cấp do Stark thiết kế. Rhodes cũng đã lái thử một mẫu Sentinel tiên tiến lớn hơn có tên mã là "War Machine". Các bộ giáp được chế tạo bằng sự kết hợp độc đáo giữa thép và sợi thủy tinh, đồng thời có nhiều cải tiến về vũ khí và cải tiến về tấn công và phòng thủ.

#### Giáp máy chiến tranh dựa trên Stanetech
- Lần đầu xuất hiện: Avengers: The Initiative # 1 (tháng 3 năm 2007)

Được sử dụng trong Avengers: The Initiative trong tập hai của War Machine , phiên bản này của bộ giáp War Machine cho thấy tất cả các khả năng của các phiên bản trước với đạn đạo quân sự và vũ khí tối tân. Không giống như các loại giáp War Machine trước đây, bộ giáp này được tích hợp các thay thế điều khiển từ tính độc đáo được tích hợp cả vào nhân vật và bản thân bộ giáp. Các thành phần sinh học tiên tiến của James có nguồn gốc từ kỹ thuật đảo ngược của Obadiah Stane đối với bộ giáp Iron Man cũ hơn, giúp anh ta miễn nhiễm với bất kỳ cuộc tấn công nào từ hệ thống Starktech. Các bộ phận sinh học của Rhodes yêu cầu một hệ thống hỗ trợ sự sống bổ sung với các thiết bị cấy ghép tích hợp được liên kết với hệ thống của áo giáp. Bộ giáp và lớp áo bên trong của anh ta được làm từ các hợp kim như titan và vibranium Wakandan, được phủ để có khả năng tàng hình, và có khả năng di chuyển trong không gian và dưới nước. Trang bị bao gồm máy phát âm thanh, bu lông xung, một khẩu súng nhỏ và một máy chiếu unibeam có thể thu vào. Công nghệ bao gồm cả nó và người đeo nó có thể giao tiếp với bất kỳ hệ thống nào và có khả năng lồng vào nhau tích hợp các cấu trúc cơ khí để sửa chữa và nâng cấp Rhodey và bộ đồ của anh ta. Trong loạt phim War Machine thứ hai , Rhodes đã sử dụng khả năng này để hợp nhất với máy bay chiến đấu phản lực và xe tăng nhằm đạt được công nghệ và vũ khí của họ. Anh ta thậm chí còn tạm thời đồng hóa và mở rộng khả năng công nghệ của mình thông qua một dạng Virus hữu cơ công nghệ mới, tạo ra những bộ máy cơ khí hoàn toàn mới để anh ta sử dụng. Vào cuối bộ truyện, Rhodes (bây giờ trong một phiên bản nhân bản của cơ thể anh ta) được nhìn thấy mặc một phiên bản không điều khiển học của bộ giáp.

#### Giáp vệ tinh
- Lần đầu xuất hiện: Iron Man Vol 4 # 33 (tháng 11 năm 2008)

Xuất hiện dưới dạng một Mảng vệ tinh khổng lồ mà Tony Stark đã bí mật xây dựng khi còn là người đứng đầu SHIELD Không phải cấp trên của tổ chức gián điệp hay những người ủng hộ chính phủ của họ cũng biết về việc xây dựng nó. Hình dung ra một mối đe dọa cấp độ tuyệt chủng tiềm tàng đối với an ninh toàn cầu đang ở gần, một dự đoán đã trở thành sự thật trong Cuộc xâm lược bí mật . Stark đã tạo ra hệ thống phòng thủ tối tân để sử dụng cho mục đích cá nhân của Rhodey, một vệ tinh tàng hình thuộc sở hữu tư nhân được tạo ra sau những cánh cửa đóng kín sẽ hoạt động như một tuyến phòng thủ cuối cùng cho trái đất. Được làm theo cùng một Stanetech Áo giáp sáng kiến của anh tacó nguồn gốc từ việc, James có thể khóa các thành phần cyborg của mình với thiết bị phụ trợ tàng hình để giữ cho các thiết bị thay thế sinh học của anh ta luôn hoạt động cũng như cung cấp năng lượng cho các thiết bị sinh học giúp anh ta sống sót. Thông qua Vệ tinh Cỗ máy Chiến tranh, anh vẫn giữ được chìa khóa của mạng lưới, liên tục sắp xếp hợp lý hàng terabyte dữ liệu thô trên toàn thế giới mà không sợ bị các thế lực bên ngoài xâm nhập. Kết nối vẫn chưa được cách ly với phần còn lại của hệ thống, theo tin nhắn được ghi lại của Stark. Khi được chỉ huy, sputnik này có thể biến thành một phần mở rộng có thể chuyển đổi của Áo giáp Máy chiến tranh của Rhodey, trở thành khung gầm Mô hình Người sắt khổng lồ để tiêu diệt toàn bộ hạm đội tàu vũ trụ. Là một trong những bộ giáp mạnh nhất mà Stark từng tạo ra, nó bắt chước hầu hết các chức năng và hệ thống vũ khí của mô hình War Machine nhưng được mở rộng quy mô một cách ồ ạt. Tự hào với một khẩu pháo khổng lồ gắn trên vai & vỏ tên lửa hạt nhân, công nghệ đẩy lùi và unibeam và một cái vuốt gọng kìm để lấy và nghiền nát các tàu đối phương. Nó cũng có lớp bảo vệ che chắn để chống lại kho vũ khí tàu khu trục.

#### War Machine Armor V
- Lần đầu xuất hiện: Secret Avengers # 1 (tháng 5 năm 2010)

Được sử dụng trong các số phát hành của Secret Avengers và xuất hiện trong các bộ truyện tranh khác, hóa thân nâng cấp này của Bộ đồ chiến đấu phản ứng mối đe dọa có thể thay đổi này có thiết kế tương tự như phiên bản điện ảnh của bộ áo giáp War Machine với vũ khí tương tự như các hóa thân trước đó như súng ngắn đeo vai có thể thu vào, súng đẩy công nghệ và bệ phóng tên lửa vác vai. Bộ giáp đã bị phá hủy bởi một cuộc tấn công hạt nhân trong phần đầu tiên của loạt phim Iron Man 2.0 . Một phiên bản mới của bộ giáp được tạo ra sau loạt phim Iron Man 2.0 và Iron Patriot ngắn ngủi .

#### Giáp Máy Chiến Tranh "Iron Man 2.0"
- Lần đầu xuất hiện: Iron Man 2.0 # 3 (tháng 4 năm 2011)

Được tạo ra trong loạt phim Iron Man 2.0 bởi Tony Stark, bộ giáp War Machine này là một thiết kế lại hoàn toàn sau sự phá hủy của mẫu trước đó. Được thiết kế bởi nghệ sĩ Iron Man 2.0 , Barry Kitson, bộ giáp nhấn mạnh khả năng tàng hình, trinh sát, xâm nhập và sẵn sàng chiến đấu.  Không giống như những người tiền nhiệm, nó là một loại giáp mỏng và không có vũ khí bên ngoài có thể nhìn thấy được như súng ngắn vác vai hoặc bệ phóng tên lửa. Màu sắc của áo giáp là màu kim loại với các chi tiết màu đen và có hai đường trên vùng mắt trái của mũ bảo hiểm phát sáng theo màu của lò phản ứng đẩy. Bộ giáp sử dụng công nghệ nâng cấp như Chế độ tắc kè hoa cập nhật (trước đây là một tính năng của áo giáp Iron Man "Silver Centurion") cho mục đích tàng hình quang học, chiếu ảnh ba chiều và ngụy trang. Bộ giáp cũng sở hữu công nghệ Ghost để pha xuyên qua các vật thể rắn, máy quét tàng hình để không bị phát hiện đối với tất cả các hệ thống nhắm mục tiêu và Chế độ chiến đấu có thể triển khai vũ khí thường được giấu và tăng kích thước cũng như khối lượng của bộ giáp. Nhưng bộ giáp có những hạn chế như sức căng của lò phản ứng đẩy của bộ giáp, mất phương hướng từ Chế độ Tắc kè hoa và không thể tàng hình cùng lúc do vấn đề tương thích.

#### Áo giáp Iron Patriot
- Lần đầu xuất hiện: Gambit (Tập 3) # 13 (tháng 5 năm 2013)

Được tạo hình theo mẫu áo giáp Iron Patriot của Norman Osborn , bộ đồ này được cho là mẫu nguyên mẫu của Rhodes. Ngoài súng máy vác vai, bộ giáp còn sở hữu vũ khí điện giật giống như roi có thể làm mất khả năng tấn công mục tiêu. Bộ giáp cũng đã thể hiện khả năng ngụy trang và tàng hình tương tự như trên mô hình Iron Man 2.0.

#### Manticore Battle Mech
- Lần đầu xuất hiện: Tony Stark: Iron Man # 2 (tháng 7 năm 2018)

Một thiết kế xe tấn công đa dụng công suất cao do Stark Industries nghĩ ra nhưng chưa được bán lại bởi các đơn vị nội bộ cho Baintronics, Inc. AI vận hành cũng như dự kiến vận hành thủ công, Manticore được xếp chồng lên nhau với hỗn hợp các công nghệ Bain / Stark được tích hợp vào cấu tạo của nó. Trong chiến dịch đầu tiên của màn trình diễn cho các nhà thầu quân sự đang chờ đợi, Iron Man và War Machine sẽ làm gián đoạn cuộc trình diễn do người đứng đầu công ty đối thủ Sunset Bain thiết lập cho bất kỳ người mua tiềm năng nào sau khi anh ta phát hiện bí mật công ty của mình đã bị đánh cắp. Khi tình hình trở nên mất kiểm soát và Rhodey dễ bị tổn thương do chấn thương nặng sau những năm vận hành bộ giáp kể từ khi hồi sinh. Chiếc xe tăng di động không có phi công hiện nay đã hoạt động mà không có hoa tiêu để vận hành các chức năng của nó; cần thay đổi nhịp độ, Jim đã chọn Manticore làm vũ khí mới để bù đắp cho nỗi ám ảnh về áo giáp của mình. Bản thân chiếc ô tô được trang bị khả năng bay và lặn, có một loạt vũ khí có khả năng hạ gục trực thăng, xe tăng và thậm chí cả những mục tiêu nhỏ với độ chính xác cao. Cả hai loại vũ khí sát thương bao gồm súng trường chùm vi sóng, súng Gatling và vỏ tên lửa. Cũng như các lựa chọn thay thế phi sát thương như bọt ngăn chặn, đạn mềm để trấn áp đám đông và đạn cao su để đối phó với những kẻ thù cứng rắn hơn mà không dập tắt mạng sống của chúng. Cả hai loại vũ khí sát thương bao gồm súng trường chùm vi sóng, súng Gatling và vỏ tên lửa. Cũng như các lựa chọn thay thế phi sát thương như bọt ngăn chặn, đạn mềm để trấn áp đám đông và đạn cao su để đối phó với những kẻ thù cứng rắn hơn mà không dập tắt mạng sống của chúng. Cả hai loại vũ khí sát thương bao gồm súng trường chùm vi sóng, súng Gatling và vỏ tên lửa. Cũng như các lựa chọn thay thế phi sát thương như bọt ngăn chặn, đạn mềm để trấn áp đám đông và đạn cao su để đối phó với những kẻ thù cứng rắn hơn mà không dập tắt mạng sống của chúng.

## Trên các phương tiện truyền thông khác
Terrence Howard và Don Cheadle đã đóng vai James Rhodes / War Machine trong Vũ trụ Điện ảnh Marvel.